# Adelaide Cairoli

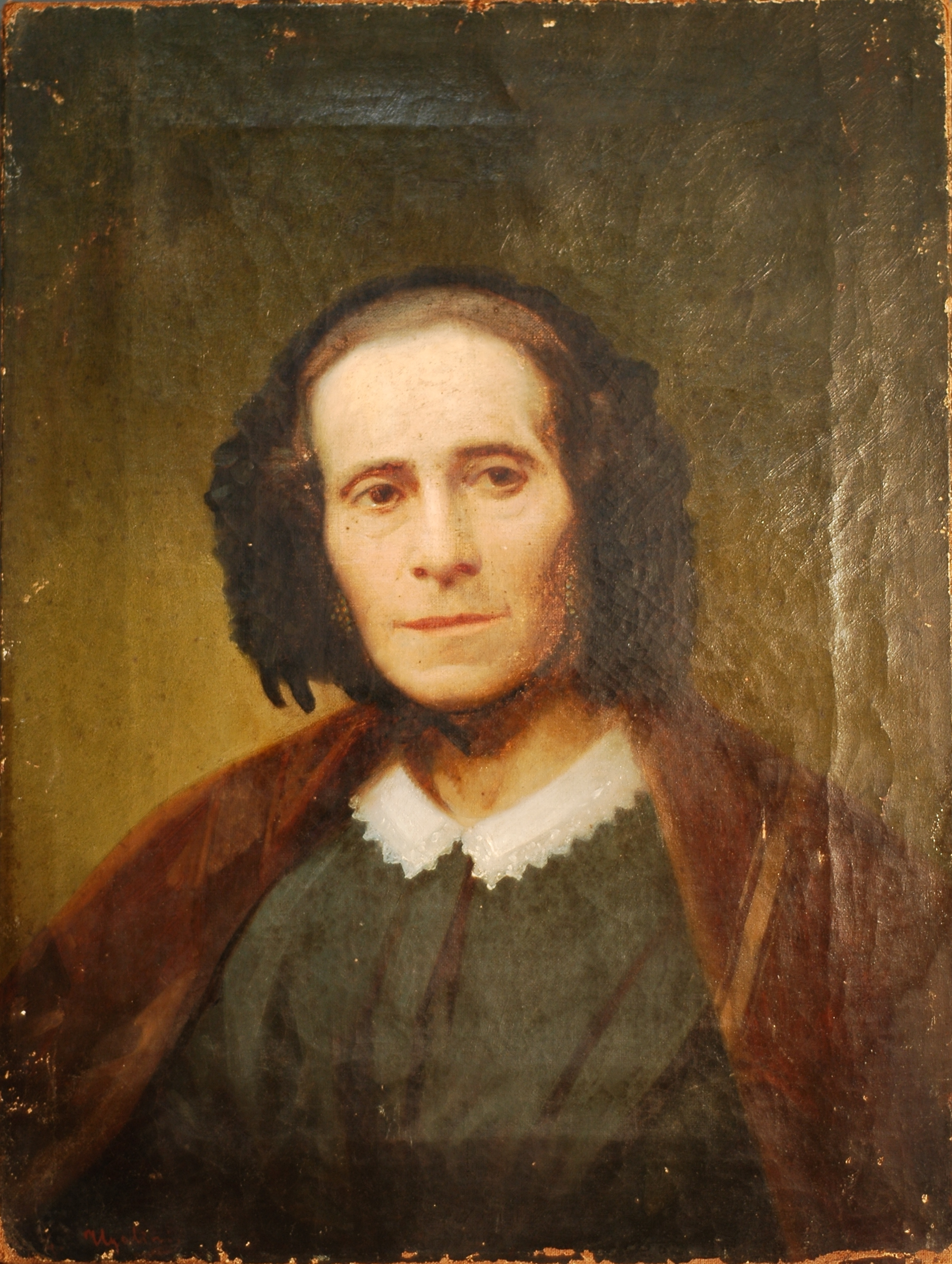
Adelaide Cairoli - olio su tela di Giuseppe Ugolini

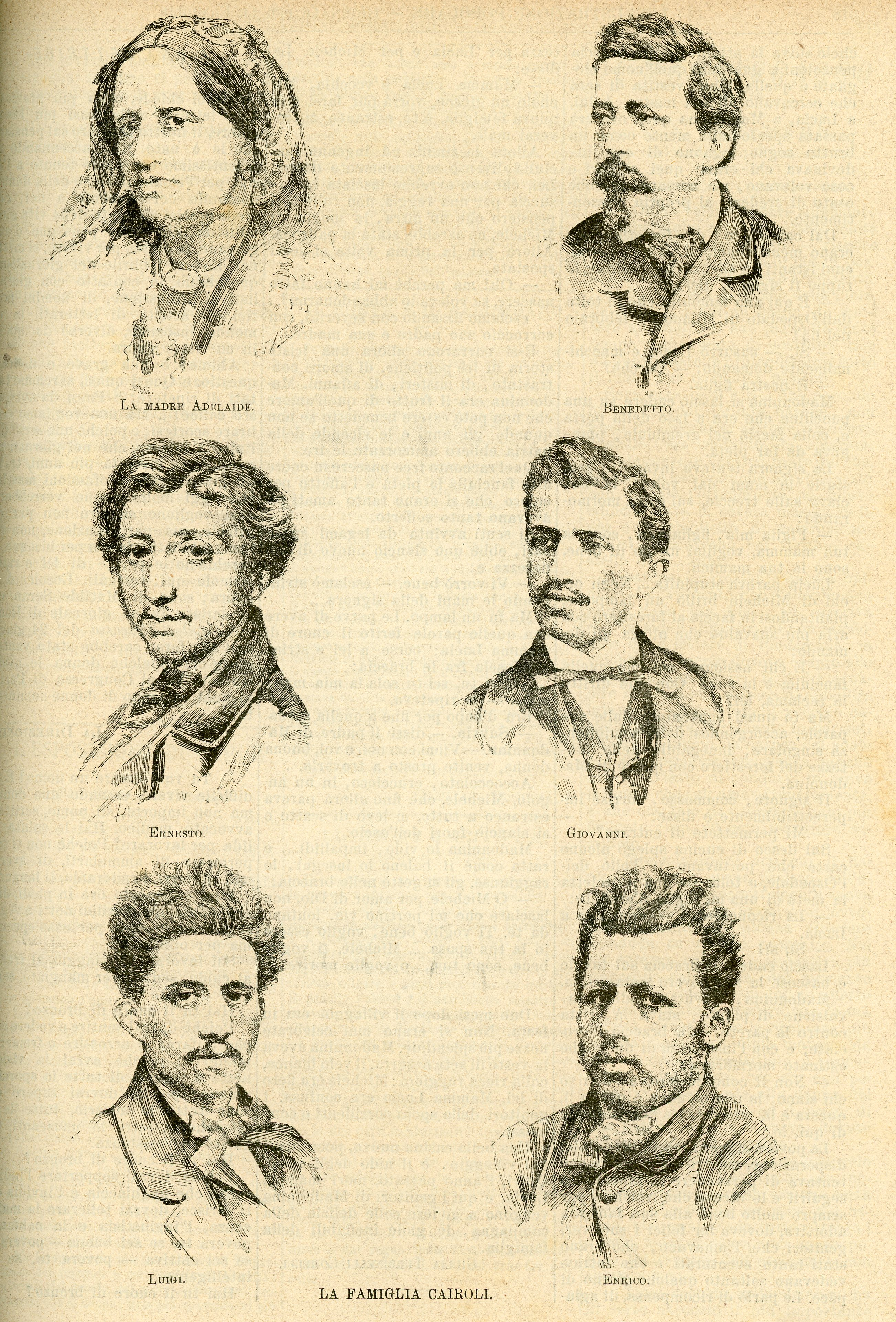
La famiglia Cairoli

(Adelaide Cairoli)
Donna Adelaide Cairoli, nata Bono (Milano, 8 marzo 1806 – 27 marzo 1871), è stata una patriota italiana. È nota per essere stata la madre dei fratelli Cairoli e viene considerata un modello di madre della nazione incarnante gli sviluppi intellettuali femminili nell'Italia dell'Ottocento.

## Biografia
Adelaide Bono era la quarta figlia della contessa Francesca Pizzi (Lesa, 1781 - Milano, 12 settembre 1828) e del conte Benedetto Bono di Milano, Primo Commissario della Repubblica Cisalpina, conte dell'Impero e Consigliere di Stato del Regno d'Italia. Due sorelle maggiori, Giuseppa e Teresa (Belgirate, 6 agosto 1799), studiarono al Collegio Reale delle fanciulle di Milano, così come in seguito la sorella minore, Ernesta (14 settembre 1808 - 3 ottobre 1867), l'unica che sopravvisse all'adolescenza. 
Orfana di padre dall'età di 5 anni, da giovane studiò presso le suore del Collegio Reale di Verona, ricevendo una profonda educazione religiosa.
All'età di 18 anni sposò, il 20 aprile 1824, Carlo Cairoli, più anziano di lei di 28 anni, rimasto vedovo e con due figli avuti dal precedente matrimonio con Rosa Ranzini: Maddalena Carolina Cairoli (1810 -  15 agosto 1829), moglie del dottor Bartolomeo Panizza, e Giovanni Cairoli (1807- 15 settembre 1831), laureato in medicina il 20 agosto 1823. Lo aveva conosciuto quando, per guarire da una malattia nervosa, aveva dimorato qualche tempo in casa Cairoli a Pavia, giacché parte di essa era adibita ad ospedale. Carlo Cairoli era uno stimato professore di chirurgia a Pavia, di sentimenti patriottici e cattolico praticante.
Dal matrimonio nacquero otto figli: Benedetto Angelo Francesco il 28 gennaio 1825, Maria Teresa Rachele Alessandra il 6 gennaio 1826, Teresa Caterina Emilia il 16 novembre 1827, Ernesto Maria Carlo nato il 20 settembre 1832, Luigi Giovanni Fedele il 9 luglio 1838, Carlo Benedetto Enrico il 6 febbraio 1840, Giovanni Massimiliano il 27 luglio 1842 e Carolina (ultima delle tre figlie, morta a sei anni).
Donna di vasta cultura e generosa, curò personalmente l'educazione dei figli indirizzandoli verso l'amore della società e i sentimenti patriottici. Finanziò giornali patriottici, ospitava un salotto politico-letterario ed era in corrispondenza con intellettuali del periodo.
Il marito Carlo Cairoli morì a Gropello il 9 aprile 1849, cadendo dalla carrozza mentre lo Stato Maggiore austriaco del generale d'Aspre aveva posto il suo quartier generale nella villa di Gropello. Perse in seguito la figlia Emilia che soffriva sin da bambina di attacchi epilettici (1855) e la figlia Rachele (1856), da alcuni anni moglie dell'avvocato Ugo Brunati.
Affrontò con realismo la difficile situazione economica della famiglia, riuscendo a limitare il gravoso passivo accumulato dal marito con periodiche vendite di terreni.
Facendo seguito alle disposizioni testamentarie del defunto, Adelaide venne nominata tutrice dei propri figli minori, e Giovanni Battista Magenta, amico del Cairoli, fu nominato protutore degli stessi figli minori.
Adelaide Cairoli morì il 27 marzo 1871 dopo una lunga malattia che la costrinse a letto, e venne sepolta nella tomba di famiglia a Gropello Cairoli.

### Memoria
Il 24 ottobre 1875 venne inaugurato a Gropello un monumento alla sua memoria commissionato dal comune del paese.
La statua del fiorentino Girolamo Masini in marmo bianco, presenta la donna in posizione eretta nell'atto di procedere, con sguardo fiero e triste.
Alla cerimonia della posa dell'opera presenziarono oltre al figlio Benedetto (unico sopravvissuto tra i fratelli) e futuro Presidente del Consiglio, numerosi patrioti mazziniani e garibaldini e rappresentanti della sinistra democratica italiana, tra cui Agostino Bertani, Antonio Maffei, il deputato Felice Cavallotti e altre autorità del Regno. Durante i discorsi alla scoperta del monumento Adelaide venne paragonata a una novella Niobe.
A Milano, sulla facciata della casa natale, in via Bigli 1, venne posta una lapide recante la scritta: "Adelaide Bono Cairoli / Fra le itale madri fortissima / qui nacque li 8 marzo 1806".
A Roma, a Molfetta, in provincia di Bari e a Noto (SR), le è stata dedicata una via del centro cittadino. 
Di lei Giuseppe Garibaldi disse: